# Justin Bibbins
Justin Bibbins (Torrance, California, 23 de enero de 1996) es un baloncestista estadounidense que pertenece a la plantilla del Dinamo Sassari de la Lega Basket Serie A, la primera categoría del baloncesto italiano. Con 1,73 metros de estatura, juega en la posición de base.

## Trayectoria deportiva

### Universidad
Tras su etapa de high school, fue reclutado por la Universidad de Utah, pero al no disponer de becas en ese momento, tuvo finalmente que enrolarse en los 49ers de la Universidad Estatal de California, Long Beach, donde disputó tres temporadas en las que promedió 8,8 puntos, 2,3 rebotes y 3,5 asistencias por partido. En sus dos últimas temporadas fue incluido en el segundo mejor quinteto de la Big West Conference.
Finalmente en 2017 pudo ser transferido a los Utes de la Universidad de Utah sin el preceptivo año en blanco con el que acostumbra a sancionar la NCAA estras transferencias. Allí jugó una última temporada en la que promedió 14,8 puntos, 4,7 asistencias, 3,0 rebotes y 1,3 robos de balón por partido, acabando en el mejor quinteto de la Pac-12 Conference.

### Profesional
Tras no ser elegido en el Draft de la NBA de 2018, firmó su primer contrato profesional el 15 de agosto con el Polpharma Starogard Gdański de la PLK, la primera división del baloncesto polaco.
El 2 de diciembre de 2020, tras empezar la temporada en las filas del Legia Varsovia polaco, firma por el ÉB Pau-Orthez de la Pro A, la primera categoría del baloncesto francés hasta el final de la temporada.
El 23 de junio de 2022 fichó por el Nanterre 92 de la LNB Pro A francesa.
El 23 de mayo de 2024 firmó con el Dinamo Sassari de la Lega Basket Serie A italiana.